# تتار ليبكا
تتار ليبكا  (بالإنجليزية: Lipka Tatars) هم مجموعة عرقية تُركية وأقلية في دول بولندا وليتوانيا وبيلاروسيا. استقروا في الأصل في دوقية ليتوانيا الكبرى في بداية القرن الرابع عشر.
حاول المستوطنون التتار الأوائل الحفاظ على تقاليدهم الوثنية وطلبوا اللجوء بين الليتوانيين ما قبل المسيحية.  نحو نهاية القرن الرابع عشر، تمت دعوة موجة أخرى من التتار -هذه المرة السكان الأتراك المسلمين- إلى الدوقية الكبرى من قبل فيتاوتاس الكبير. استقر هؤلاء التتار أولاً في ليتوانيا نفسها حول فيلنيوس وتراكاي وغرودنا وكاوناس ،  وانتشروا لاحقًا إلى أجزاء أخرى من الدوقية الكبرى التي أصبحت فيما بعد جزءًا من الكومنولث البولندي الليتواني. تضم هذه المناطق أجزاء من بيلاروسيا وليتوانيا وبولندا الحالية. منذ بداية استيطانهم في ليتوانيا كانوا يُعرفون باسم تتار ليبكا. من معركة جرونوالد فصاعدًا، شاركت أفواج سلاح الفرسان الخفيف التتارية ليبكا في كل حملة عسكرية مهمة لليتوانيا وبولندا.
يمكن إرجاع أصول تتار ليبكا إلى الدول المنحدرة من القبيلة الذهبية وخانية القرم وخانية قازان. خدموا في البداية كطبقة عسكرية نبيلة ولكنهم أصبحوا فيما بعد سكانًا حضريين معروفين بحرفهم وخيولهم ومهاراتهم في الزراعة والبستنة. وعلى مر القرون قاوموا الاستيعاب واحتفظوا بأسلوب حياتهم التقليدي. وبينما ظلوا مرتبطين جدًا بدينهم، فقدوا بمرور الوقت لغتهم التتارية الأصلية من مجموعة الكيبتشاك للغات التركية، واعتمدوا في الغالب البيلاروسية والليتوانية والبولندية.  لا تزال هناك مجموعات صغيرة من تتار ليبكا تعيش في بيلاروسيا وليتوانيا وبولندا، بالإضافة إلى مجتمعات الشتات في الولايات المتحدة.

## صور

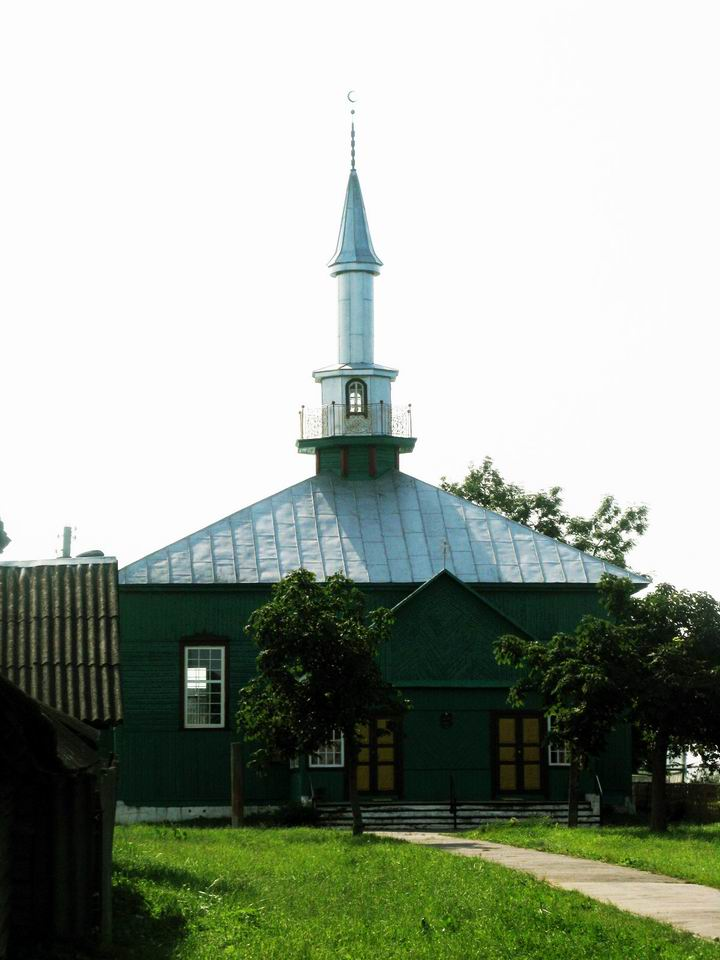
مسجد التتار في بلدة إيويه ، بيلاروسيا
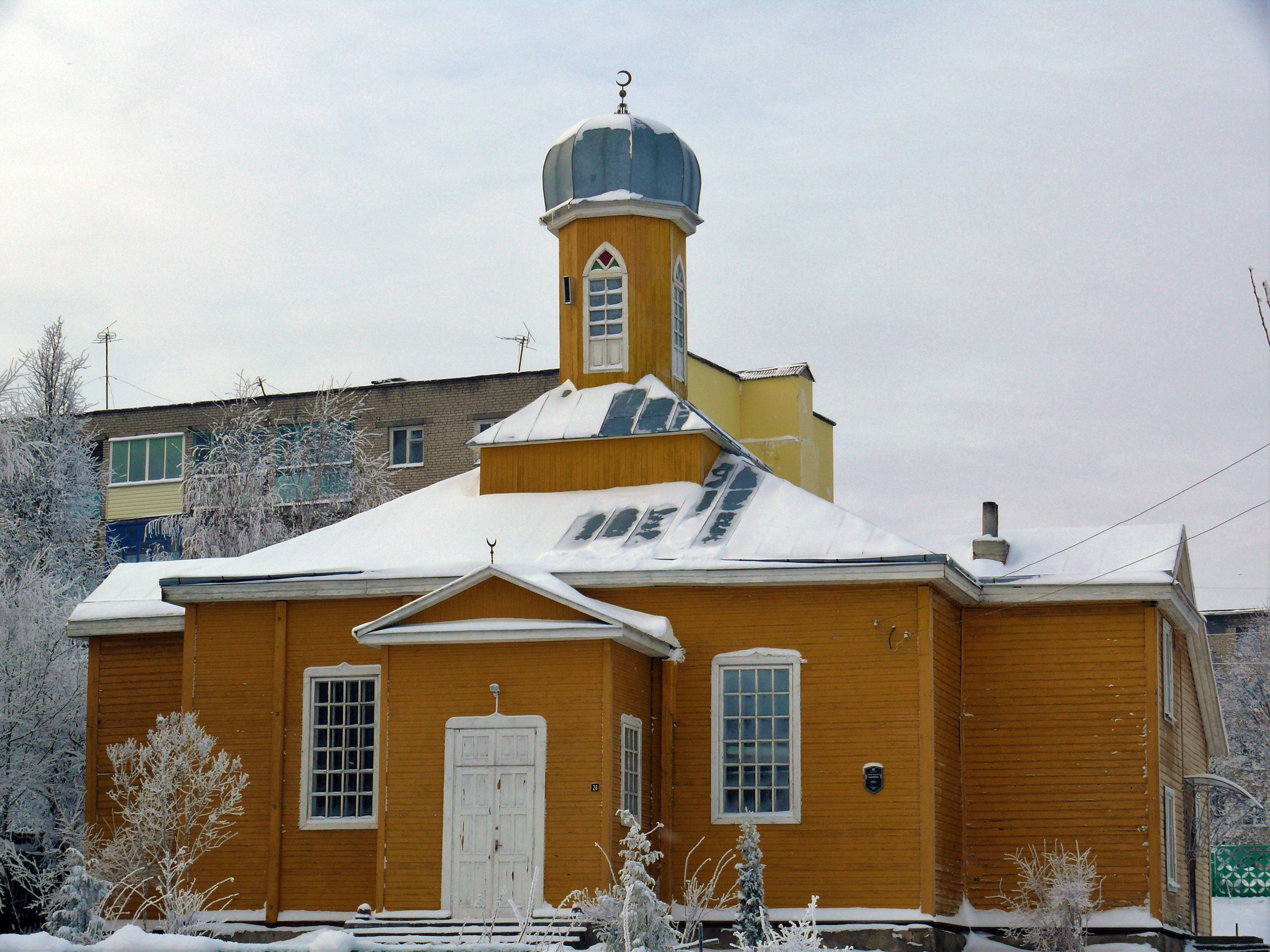
مسجد التتار في مدينة نفاهروداك ، بيلاروسيا
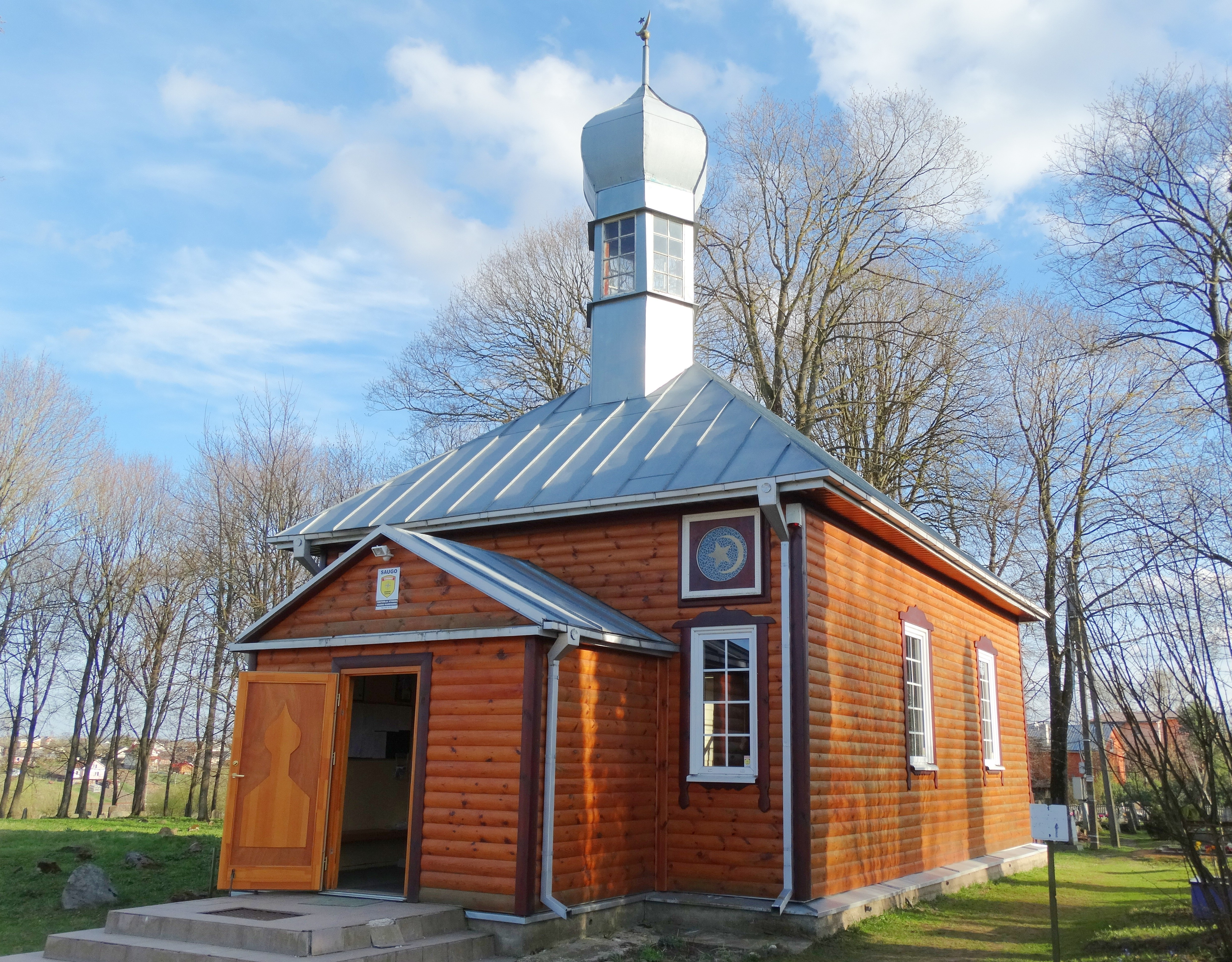
مسجد التتار في نيميسيس ، ليتوانيا
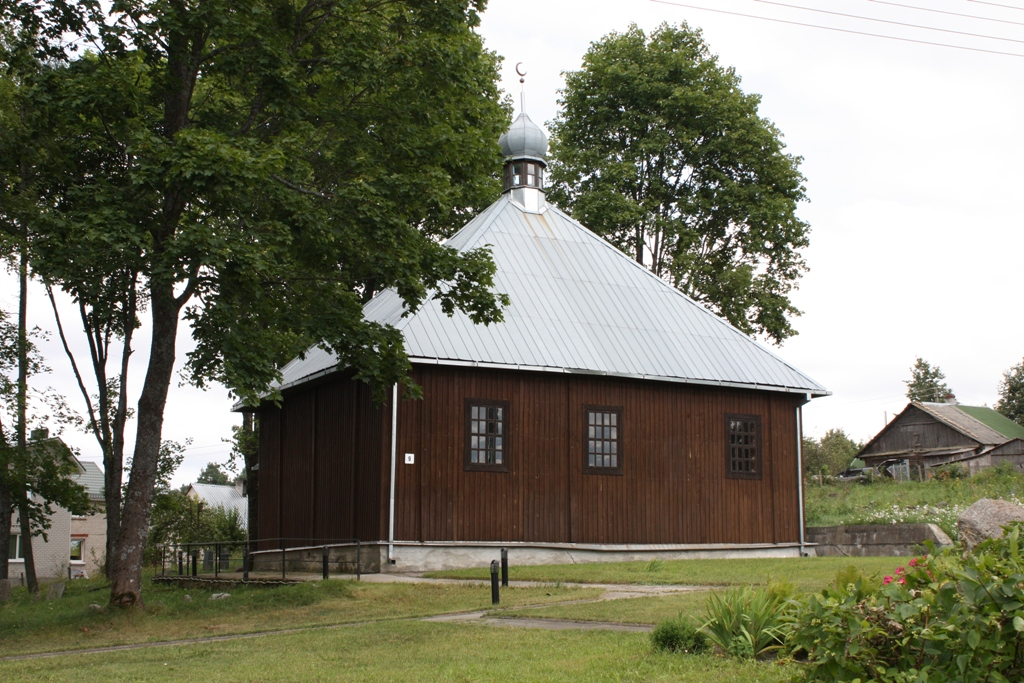
مسجد التتار في Keturiasdešimt Totorių ، ليتوانيا
Tatar mosque, built in Kaunas in 1930, quincentennial year of Vytautas the Great passing مسجد التتار، الذي بُني في كاوناس عام 1930، في الذكرى المئوية الخامسة لرحيل فيتاوتاس الكبير
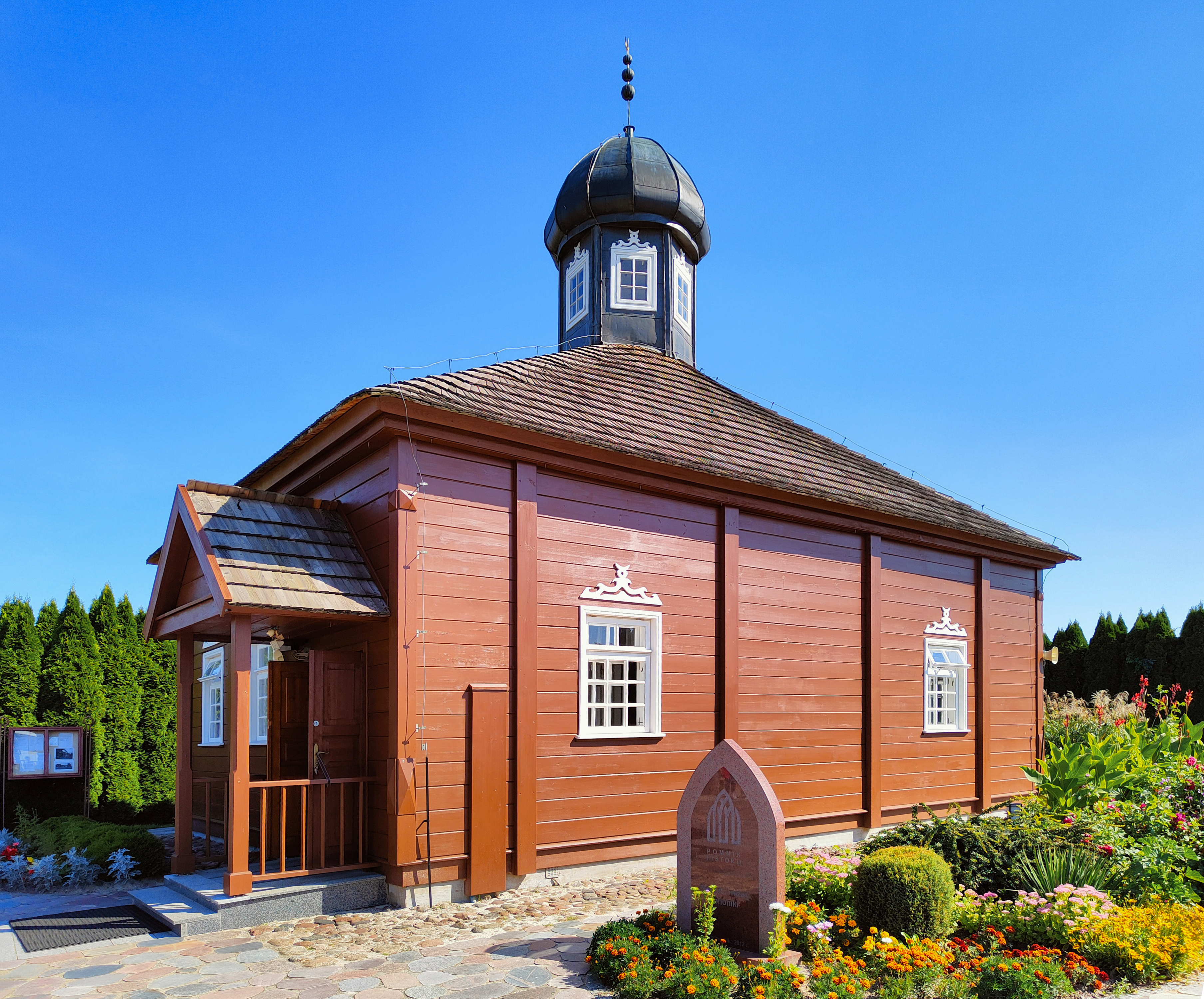
مسجد التتار في بوهونيكي ، بولندا
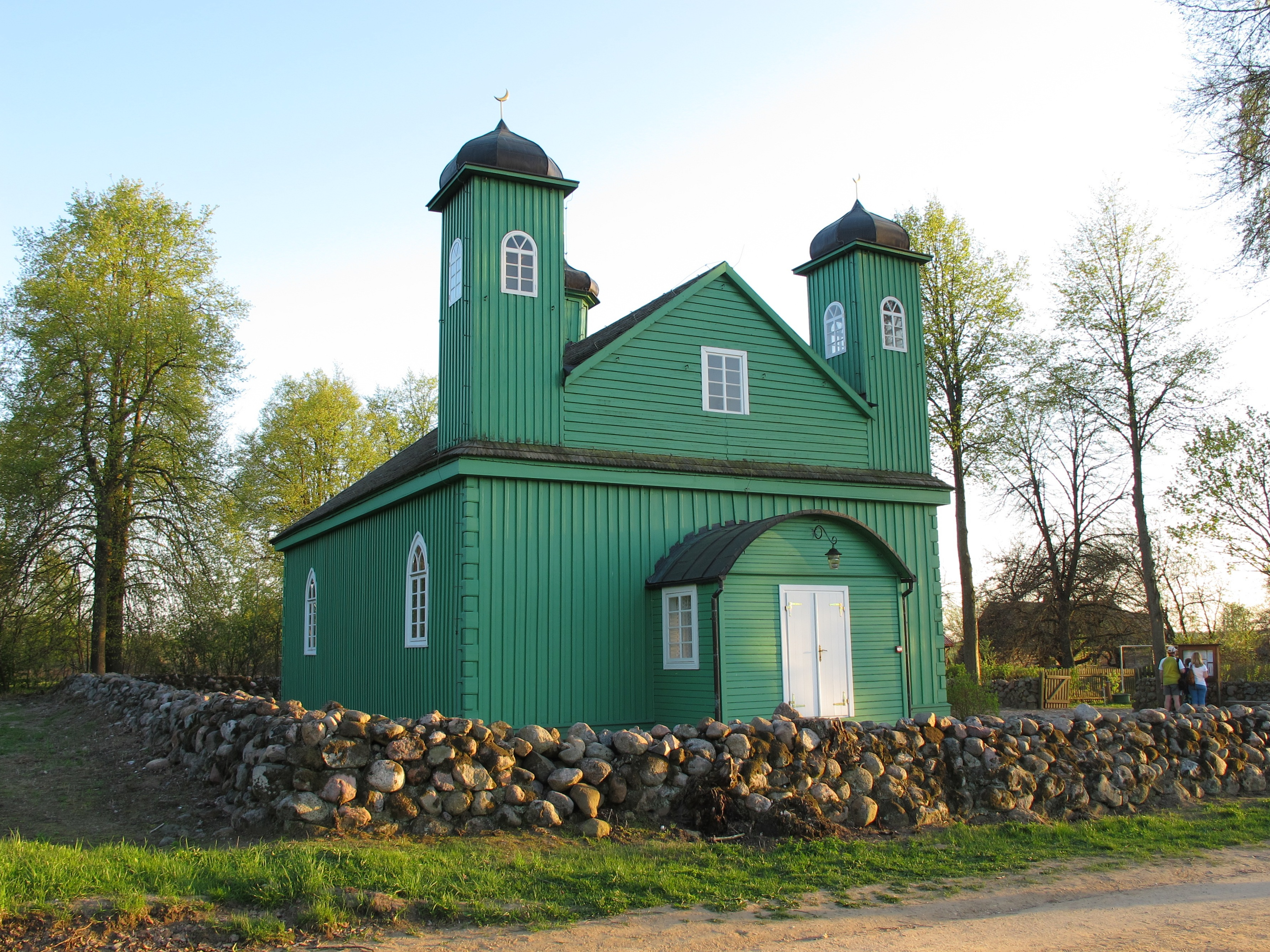
مسجد التتار في كروسزينياني ، بولندا

علم تتار ليبكا في بيلاروسيا.

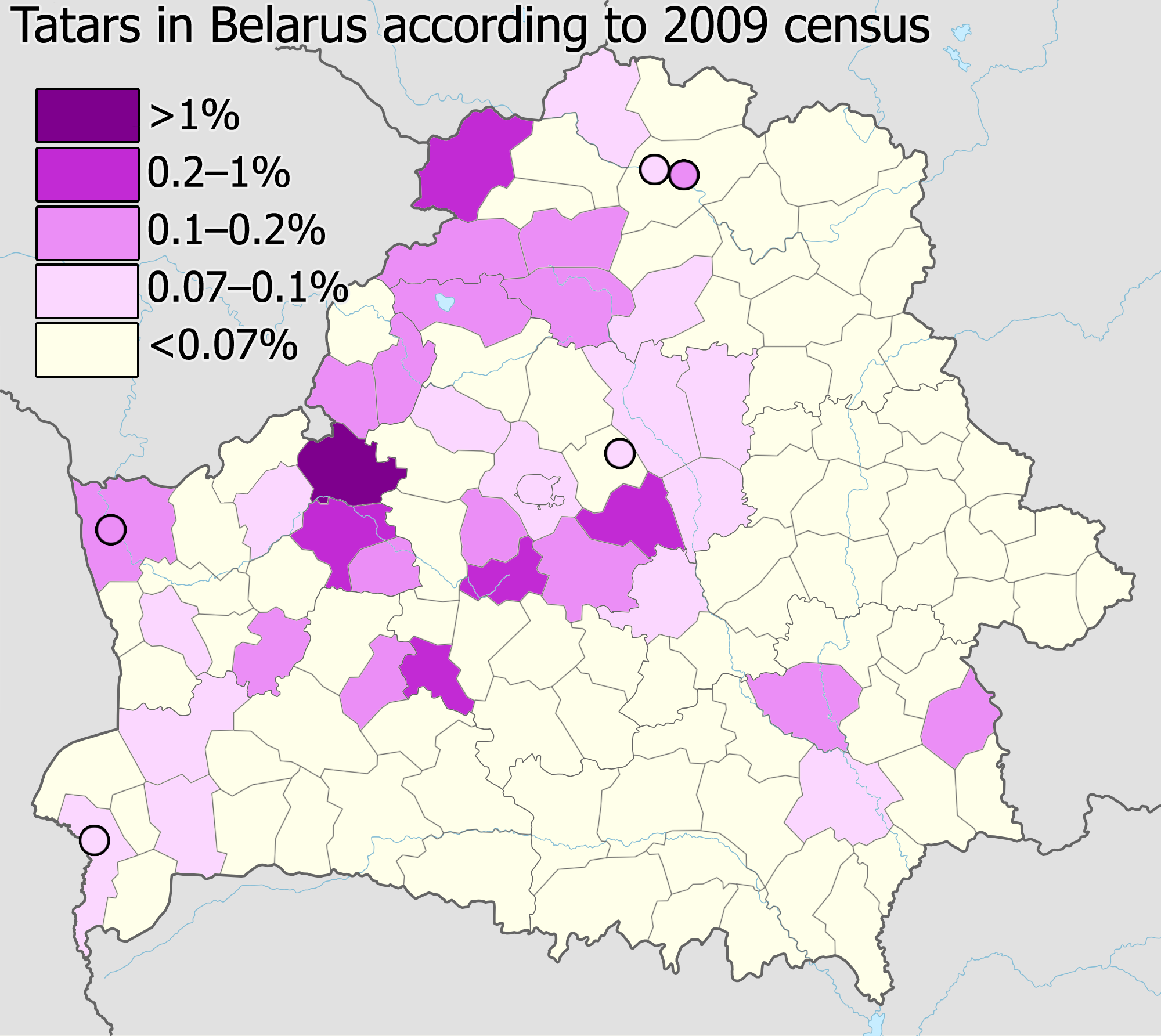
التتار في بيلاروسيا وفقًا لتعداد عام 2009م.